# Pintures murals de la capella de la Casa Museu Duran i Sanpere
Les pintures murals de la capella de la Casa Museu Duran i Sanpere són obra del pintor Pau Béjar (1869-1920). Del conjunt cerverí hi destaquen els retrats dels tres fills d'Agustí Duran i Farreras: Agustí i Montserrat a banda i banda de l'altar i Joaquima sobre la porta d'entrada. El conjunt mural presentava filtracions d'humitat conseqüència del mal estat de la coberta que afectaven directament la cohesió de les pintures i que havien provocat pèrdues parcials. Al llarg del 2009 i 2010 es va restaurar les cobertes de la Casa Museu i, per tant, s'ha eliminat les filtracions que malmetien les pintures, cosa que ha fet possible la seva intervenció i conservació.

## Història
A principis del segle XX la família Duran i Sanpere durà a terme la decoració integral de la capella-oratori situada dins el mateix domicili al pis principal del carrer Major 115 de Cervera.
La pintura decorativa i mobiliari, d'estil neogòtic francès, seran realitzats per artistes locals de Cervera i Tàrrega. Els treballs amb fusta de cedre per l'altar i les portes d'accés a la capella seran realitzats per Juan Sobrevila y Lluch i daurades per M. Palau. Dels pintors d'ofici no n'hi ha constància.
De la pintura historiada s'encarregarà el pintor Pablo Antonio Béjar Novella (Barcelona 1869 - Londres 1921), què, traslladat a Cervera, pintarà el conjunt de ”la Coronació de la Verge” darrere l'altar, els sants de la casa (Sant Agustí i Santa Elisa) als murs laterals, l'àngel amb filacteri sobre la porta d'entrada i els rostres dels àngels del sostre, a més dels retrats dels fills de la casa integrats dins el conjunt.
D'aquesta època és també l'autoria d'en Béjar de les pintures de grans dimensions que ornamentaven l'altar major de la veïna església de Sant Agustí al carrer Major 103. Dels sis panells originals només es conserven tres: “Els esposoris de la Mare de Déu”, “L'adoració dels pastors” i “ l'ascensió de la Mare de Déu”. Essent els altres tres obres posteriors de P.
Falcó.
Els nexes dels dos conjunts pictòrics són evidents amb relació a la tècnica, temàtica i l'estil. Tècnicament utilitza pintura a l'oli sobre tela sense costures, és a dir, teixida a grans telers i encolada i clavada al mur. Temàticament en els dos casos és religiós. Estilísticament en el tractament dels grups d'àngels enmig de núvols, el tipus de filacteris, els petits grups
de flors en branques, en poms i en solitari no deixen dubte que són obra del mateix autor.
A més, a la capella hi ha el valor afegit del retrat: els tres fills d'Agustí Duran i Farreras hi són retratats, Agustí i Montserrat a banda i banda de l'altar i Joaquima sobre la porta d'entrada.
Béjar, valorat per la burgesia i aristocràcia catalanes es consolida internacionalment com a retratista de l'aristocràcia espanyola a partir de 1905, quan consta que es trasllada a Madrid i posteriorment de la britànica quan obre taller a Londres.
L'ús com a domicili i posteriorment com a casa-museu va provocar diverses reformes i reparacions que en cap moment varen afectar la fisonomia de la capella excepte pel canvi de llum de gas a llum elèctrica. Als murs laterals es conserven els dos aplics de llautó amb tulipes de vidre blau pertanyents al moment de la llum de gas, i, fixades per mediació de cordill, hi pengen respectivament dos aplics dels inicis de la llum elèctrica amb tulipes de vidre glaçat. Posteriorment s'instal·là l'actual sistema d'il·luminació.
Com a casa museu les portes d'accés a la capella sempre són obertes. Possiblement, en el temps que la capella era usada com a tal, eren tancades excepte quan s'hi devia fer un ús específic. Tot i estar enfront de la cuina en el moment de la intervenció no s'hi van detectar acumulacions de greixos en la seva superfície. En canvi, a les portes d'accés, per la banda exterior sí s'hi van detectar com a fruit de l'ús domèstic.
Un cop iniciades les tasques de preparació per la restauració es va enretirar tot el mobiliari: els reclinatoris, parament d'altar, diversos objectes penjats als murs i es va desmuntar l'altar. És en aquest moment que al lateral esquerre de l'altar apareix la signatura i data del daurador:
| « | M PALAU (DORADOR) 1901 TARREGA | » |

I darrere l'altar escrit amb llapis: "Juan Sobrevila y Lluch 7 de enero 1901"
Realitzat l'examen organolèptic, varen detectar lleus desperfectes ocasionats per l'efecte humà (erosions, mutilacions, etc.) indicatiu d'un conjunt pràcticament no manipulat des del 1901.
Sense cap obstacle que ocultés els murs, sostre i terra es varen detectar rastres cronològics de les diferents fases en la decoració de la capella: sobre el parquet i la tela encolada al mur darrere l'altar es detectaren goterons de la pintura blava de fons i ocre de les motllures i pilars, indicatius que la primera intervenció un cop enguixats murs i sostre va ser la
instal·lació del parquet i l'adhesió de la tela al mur.
Posteriorment es varen pintar els panys llisos de color blau i els elements amb volum
(cornises, pilars, arcs) de color ocre clar.
Seguidament amb llapis es van fer línies als diferents espais on devien anar les sanefes,
i un cop enquadrades es van pintar. Es conserven restes d'aquest dibuix previ a tot el
conjunt.
Tot indueix a pensar que les decoracions pictòriques figurades, el pintor Pablo A. Béjar les
va realitzar in situ un cop realitzada tota la resta de la decoració mural. L'artista havia fet
una reserva a la zona central de la tela, just la silueta de l'altar, indicatiu que tot el conjunt
decoratiu obeïa a un mateix projecte.
El mal estat de la teulada havia provocat una sèrie de filtracions d'aigües pluvials
que malmetien bona part de la zona superior de la capella, afectant activa i directament
la cohesió de la pintura vers el seu suport, guix que, per efecte de la humitat, s'anava
descomponent i desintegrant en un estat pulverulent. Davant la fragilitat del suport, la pintura
anava descohesionant-se lentament a manera de llenques que es desprenien pel seu propi
pes del suport.
L'any 2006 es va realitzar el primer seguiment d'aquests desperfectes mitjançant una
sèrie de mappings que delimitaven el perímetre de les pèrdues. Confrontant-los amb els
mappings realitzats l'any 2010 aquests perímetres havien avançat una mitjana de 2 cm.
Aquesta descomposició del suport guix en pulverulències afectava a tot l'espai
dipositant-se sobre la superfície del mobiliari i parquet, provocant un efecte negatiu davant
l'acumulació de pols molt hidroscòpia que afectava directament la transpiració i flexibilitat de
la fusta minvant la seva resistència natural.
A mitjans del 2010 s'acabaren les obres de sanejament i consolidació de les cobertes de la
casa i es van poder iniciar les tasques d'estudi del procés de conservació/restauració de la
pintura mural.
Tot i que ja no patia humitats pluvials, sense l'adhesió al suport, la capa pictòrica es
continuava fracturant, doblegant, craquelant i desprenent per la força de la gravetat.
La primera intervenció física va ser una fixació d'urgència de tota la superfície pictòrica
mitjançant l'aplicació de carboximetilcel·lulosa sobre tissú per a poder tornar a adherir el film
pictòric, eliminar les deformacions i anivellar la capa pictòrica sobre el mur amb els mínims
riscos possibles. D'aquesta manera es varen recuperar llenques de pintura a punt de caure
eliminant les llacunes que deixaven a la vista el color blanc del guix.
Quant a “La Coronació de la Verge” per estar pintada sobre una tela i encolada al
mur es va fer un tractament diferent. La degradació era semblant però el procés curatiu es
va realitzar a partir d'un empaperat amb coletta tradicional i el posterior anivellament de la
superfície pictòrica amb espàtula calenta.
A la següent fase es procedí a una segona fixació puntual d'aquelles zones que
continuaven amb problemes d'adhesió i amb l'eliminació de sals localitzades puntualment
sobre les motllures d'arrencament de la volta.
Un cop fixada la pintura i consolidat el guix s'establí i dugué a terme una reintegració
volumètrica d'aquells elements de guix perduts amb escaiola i estuc industrial reforçant amb
ànimes i xarxa de fibra de vidre les zones més exteriors de les motllures.
Posteriorment s'enretirà l'empaperat que protegia la pintura sobre tela i es realitzà una
neteja superficial de tot el conjunt mural. En aquest moment vàrem observar una sèrie de
petits retocs originals damunt la pintura blava que ocultaven goterons de pintura provinents
de les sanefes en els murs laterals. L'opció va ser respectar aquestes intervencions seguint
el criteri de conservació de tot aquell element que pot aportar informació sobre la gènesi i
història de l'obra.
Tanmateix es pot observar com els panys llisos blaus de la volta ofereixen un aspecte
més transparent i en els murs són més opacs. No es tracta de cap tipus d'alteració,
senzillament el sostre té una capa de pintura i els murs tenen dues capes.
Per a la presentació final el criteri va ser una reintegració il·lusionista de la pintura
decorativa (fons, motllures, pilars, sanefes, garlandes) mentre que per la pintura historiada
ò d'autor es realitzà una reintegració arqueològica per tal d'evitar distorsions d'informació en
futurs estudis.
Enretirada la bastida i aprofitant el parquet sense elements que l'ocultessin s'eliminaren
totes les capes superficials de pols i ceres aplicades al llarg dels anys deixant a la vista un
parquet de fusta de noguera de marqueteria del tipus anomenat “sense fí” que ha recuperat
la seva fisonomia i característiques naturals.
Les tasques de conservació/restauració van ser dutes a terme per un equip de dos
professionals llicenciats (Ramon Pijuan i Josep Morillo). Els treballs s'iniciaren el febrer de
2011 i finalitzaren el maig de 2011. L'obra ha estat subvencionada pel CRBMC (Centre de
Restauració de Béns Mobles de la Generalitat de Catalunya) essent el principal impulsor el
Patronat Municipal Duran i Sanpere.
Aquesta intervenció ha permès perllongar la vida i millorar l'exposició d'una estança
decorada segons uns determinats paràmetres estètics al canvi del s. XIX al s.XX. A més a
més d'augmentar la informació sobre els autors, la metodologia i els materials emprats en la
decoració original.